# Azerbaijão Inteiro

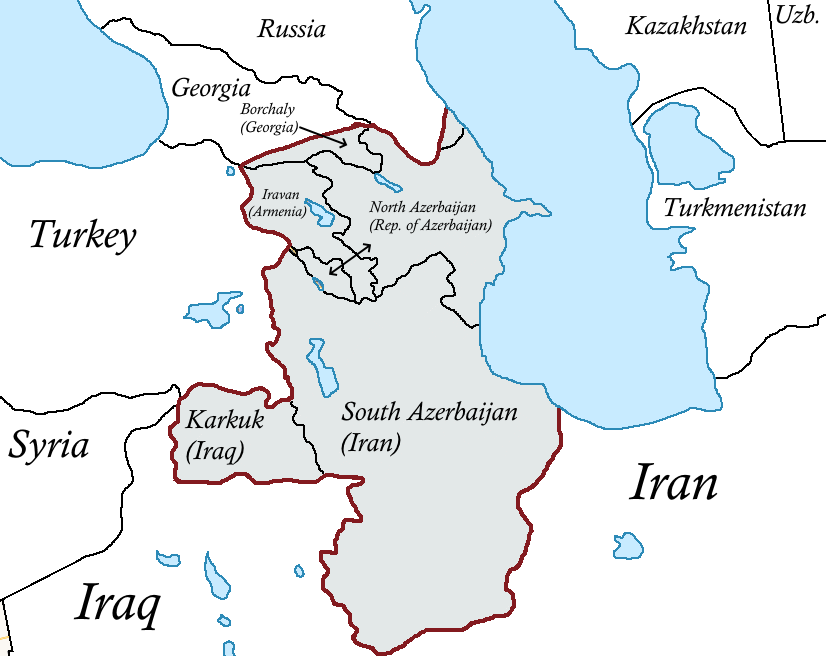
Mapa de "Todo o Azerbaijão", segundo o historiador azerbaijano Adalet Tahirzade.

Todo o Azerbaijão ou Azerbaijão Inteiro (em azeri:  Bütöv Azərbaycan), também chamado de Grande Azerbaijão, é um conceito irredentista de unir territórios supostamente habitados historicamente por azeris na República do Azerbaijão.
A proposta também foi considerada panturquica por alguns e é fortemente apoiada pelos nacionalistas azeris e turcos (incluindo o antigo presidente do Azerbaijão, Abülfaz Elçibay).

## História
A ideia de "Azerbaijão Inteiro" foi formulada por Piruz Dilanchi em 1991  e defendida em 1992 pelo presidente do Azerbaijão, Abulfaz Elchibey (1992-1993). Em 1991, Dilanchi fundou a organização nacionalista Movimento de Libertação Nacional do Sul do Azerbaijão e em 1997 Elchibey fundou a organização "União de Todo o Azerbaijão" (Bütöv Azərbaycan Birliyi). Elchibey publicou seu livro sobre a ideia, na Turquia em 1998.
A historiografia azerbaijana retrata o início e meados de 1800 como a situação "ideal" e "normativa" com a soberania do Azerbaijão sobre Karabakh e o Sul do Azerbaijão (Irã), apesar de um "Azerbaijão unido" nunca ter sido, de fato, independente, mas sempre parte dos impérios persas.

## Fronteiras
Embora as fronteiras do "Azerbaijão Inteiro" não sejam estritamente definidas, alguns proponentes as retratam como abrangendo as seguintes áreas:
- Sul do Azerbaijão (Cənubi Azərbaycan) - províncias iranianas do Azerbaijão Oriental, Azerbaijão Ocidental, Ardabil e Zanjã
- Azerbaijão Ocidental (Qərbi Azərbaycan) - Armênia, todo[15][16][17][18][19] o território da Armênia
- Derbente (Dərbənd) - Rússia, Distrito de Derbentski, República do Daguestão
- Borchali (Borçalı) - Geórgia, parte da província da Baixa Ibéria